# Typhlobunellus formicarum
Typhlobunellus formicarum is een hooiwagen uit de familie Assamiidae.